# 芒葉小黃蘚
芒葉小黃蘚（学名：Daltonia aristifolia）为油蘚科小黃蘚屬下的一个种。